# Puta's Fever
Puta's Fever è un album dei Mano Negra pubblicato nel 1989.

## Tracce
1. Mano Negra – 0:57
2. Rock'n'Roll Band – 2:33
3. King Kong Five – 1:56
4. Soledad – 2:36
5. Sidi h' bibi – 2:36
6. The Rebel Spell – 2:01
7. Peligro – 2:54
8. Pas assez de toi – 2:20
9. Magic Dice – 1:23
10. Mad House – 2:43
11. Guayaquil City – 3:02
12. Voodoo – 3:00
13. Patchanka – 3:08
14. La Rançon du succès – 1:57
15. The Devil's Call – 1:42
16. Roger Cageot – 2:27
17. El sur – 1:00
18. Patchuko hop – 2:28

## Formazione
- Manu Chao - voce, chitarra ritmica
- Daniel Jamet - chitarra solista, cori
- Antoine Chao - tromba, cori
- Pierre Gauthé - trombone, cori
- Thomas Darnal - tastiere, cori
- Joseph Dahan - basso, cori
- Santiago Casariego - batteria, cori
- Philippe Teboul - percussioni, cori

## Classifiche
| Paese       | Posizione più alta |
| ----------- | ------------------ |
| Francia     | 130                |
| Paesi Bassi | 43                 |